# سيرجي مونيا
سيرجي مونيا (بالروسية: Моня, Сергей Александрович)‏ مواليد 15 أبريل 1983، هو لاعب كرة سلة روسي يلعب مع فريق خيمكي ويحمل الرقم 12. يبلغ طوله 6 قدم 7.5 بوصة (2.0 م).

## فرق لعب لها
- نادي سسكا موسكو لكرة السلة
- بورتلاند ترايل بلايزرز
- سكرامنتو كينغز
- خيمكي (كرة سلة)

## الميداليات
| الميدالية | المسابقة                         |
| --------- | -------------------------------- |
| برونزية   | الألعاب الأولمبية الصيفية 2012   |
| ذهبية     | بطولة أمم أوروبا لكرة السلة 2007 |
| برونزية   | بطولة أمم أوروبا لكرة السلة 2011 |

## روابط خارجية
- سيرجي مونيا على موقع الاتحاد الدولي لكرة السلة (الإنجليزية)
- سيرجي مونيا على موقع الدوري الأوروبي لكرة السلة (الإنجليزية)
- سيرجي مونيا على موقع إن بي أي (الإنجليزية)
- سيرجي مونيا على موقع سبورتس رفرنس (الإنجليزية)
- سيرجي مونيا على موقع كرة السلة الأوروبية.كوم (الإنجليزية)
- سيرجي مونيا على موقع DraftExpress.com (الإنجليزية)
- سيرجي مونيا على موقع ريلجم (الإنجليزية)
- سيرجي مونيا على موقع بروبوليرز (الإنجليزية)
- سيرجي مونيا على موقع سبورتس رفرنس (الإنجليزية)
- سيرجي مونيا على موقع سبورتس رفرنس (الإنجليزية)